# Хлебче
Хлебче (словен. Hlebče) — поселення в общині Велике Лаще, Осреднєсловенський регіон, Словенія. 
Висота над рівнем моря: 537,9 м.